# Terra Indígena Kampa
Kampa e Isolados do Rio Envira é uma terra indígena na Amazônia Legal habitada por povos isolados, localizada no estado brasileiro do Acre. A área está homologada no Cartório do Registro de Imóveis (CRI) e na Secretaria de Patrimônio da União (SPU) via decreto de dezembro 1998.
Em 2007, os povos tradicionais, incluindo os indígenas, foram reconhecidas oficialmente pelo governo brasileiro, através da Política Nacional de Desenvolvimento Sustentável dos Povos e Comunidades Tradicionais (PNPCT), por terem o modo de vida ligado ao meio ambiente e o uso comunitário da terra. Reafirmando aos indígenas o direito a sua terra tradicional e a proteção governamental. Assim a Fundação Nacional dos Povos Indígenas (FUNAI) atua nesta área através da Coordenação Regional "Juruá" e da Secretaria Especial de Saúde Indígena "Alto Rio Juruá".
O estado do Acre é marcado por uma grande parte de sua área representada por áreas naturais protegidas como Terras Indígenas (TI) e Unidades de Conservação (UC). São 35 TI reconhecidas pelo governo federal, mas 24 plenamente regularizadas; com demarcações físicas homologadas pelo presidente e cadastradas na Secretaria de Patrimônio da União (SPU) e nos cartórios das comarcas.

## Histórico
O contato de indígenas com a sociedade ocidental na América do Sul ocorre nos últimos quatro séculos; primeiramente em terras peruanas com espanhóis e missionários que tentaram dominá-los e depois durante o ciclo da borracha e exploração de caucho no Peru e seringueiras no Brasil. As terras anteriormente ocupadas apenas por indígenas (etnias diversas), receberam muitos seringueiros que causaram problemas nos indígenas: doenças, ambições e, imposição de outra forma de trabalho. Os Kampa subsistiram enquanto outras etnias desapareceram, sendo usados nas “correrias” contra outros indígenas no trabalho de escraviza-los ou exterminá-los para “limpeza” da área.
Os Kampa deslocaram-se constituindo atualmente várias aldeias nas bacias do rio Ucayali, Envira, Amônia e, Breu. Uma hipótese é, que a região do sudoeste amazônico foi ocupada por etnias da família linguística Aruak, mas entre os séculos XVI e XVII grupos da família lingüística Pano pressionados pela invasão espanhola no Peru, no sentido oeste-leste travaram lutas pela disputa dos rios Purus e Juruá.
Há aproximadamente 60 anos o grupo liderado por Gregório Kampa, saíram do rio Juruá e chegaram ao alto Envira e, posteriormente outros grupos chegaram para ser mão-de-obra na extração madeireira, assim na década de 1970, os Kampa do Envira dividiam-se em três aldeias.
No final da década de 1940, os Kampa trabalharam para o Seringal Cachoeira do Progresso e Seringal Simpatia, situados na margem direita do rio Envira. No período seco, os homens desciam o rio para o trabalho na Fazenda Califórnia. Na década de 1960 à 1980, sofreram ataques de índios arredios, sendo obrigados a mudarem para o igarapé Paranazinho em 1984. Outros ataques ocorreram levando novamente os Kampa a espalharam-se em oito famílias ao longo do rio Envira.
Em 1976, ocorreu o primeiro Grupo de Trabalho para delimitação da área da TI Kampa (Portaria nº 799/P), que identificou uma área de usufruto de quase 53 mil lia, com  então população de 64 indivíduos, além da população do igarapé do Breu que transferia-se ao rio Envira. Após mais dois Grupos de Trabalho consecutivos, a área foi definida em 247.200 ha e perímetro de 350 km. Em 1987, esta foi interditada contra acesso não-indígena (Portaria PP/2753, de 31.07.87) conforme as então normas para terras indígenas de fronteira.
Na década de 1990, a fronteira Brasil-Peru (estado brasileiro do Acre com os departamentos peruanos de Ucayali e Madre de Dios) é formada por áreas de proteção que somam 15 milhões de hectares, um refúgio para esses povos indígenas autônomos e isolados, que não conhecem os limites territoriais internacionais. Onde no Acre são quatro TI oficialmente reconhecidas para a proteção indígena: Kampa e Isolados do Rio Envira, Alto Tarauacá, Riozinho do Alto Envira e, Igarapé Taboca Alto Tarauacá, que somam  636 mil hectares. Em Ucayali e Madre de Dios existem quatro áreas que somam 2,3 milhões de hectares: Reservas Territoriais de Madre de Dios, Isconahua, Murunahua e, Mashco Piro.

## Distribuição municipal
Esta TI está distribuída em dois municípios do estado brasileiro do Acre:
| Município | Área municipal (ha) | TI no município (ha) |
| --------- | ------------------- | -------------------- |
| Feijó     | 2 797.542           | 234 311              |
| Jordão    | 535 728             | 87 658 (37,65%)      |

## Demografia
Esta Terra Indígena é habitada pelos seguintes povos isolados: Mashko / Isolados do Rio Envira, Yura e, Ashaninka, com uma população estimada de 283 indivíduos (Iglesias e Aquino 2005), distribuída em uma área de 247 mil hectares no estado brasileiro do Acre. Grupos falantes da família linguística pano e aruak.

## Associações
Nesta área atua a associação "Organização dos Povos Indígenas do Acre, Sul do Amazonas e Noroeste de Rondônia" (OPIN).

## Bioma
Esta Terra Indígena está localizada na bacia hidrográfica do rio Juruá e faz parte do bioma Amazônico, com vegetação composta exclusivamente por floresta ombrófila aberta (clima seco por 2-4 meses ao ano).

## Ameaças
Na região transfronteiriça Brasil-Peru (Acre, Ucayali e, Madre de Dios) existem muitas as ameaças, como as aberturas de estradas/ramais, a exploração madeireira (nas Reservas Territoriais (RT) de Murunahua e Mashco-Piro e no Parque Nacional Alto Purus), a caça/pesca ilegal, o tráfico, a pressão da exploração madeireira legalizada nos “Bosques de Produção Permanente” e, a pressão da exploração de petróleo/gás concedidos pelo governo peruano as empresas. E devido essas pressões, principalmente a partir de 2006, os povos isolados que vivem nesta área transfronteiriça foram forçados a ir para as áreas protegidas no Acre, principalmente próximo ao rio Envira (área das TI Alto Tarauacá, Kampa e Isolados do Envira e, Riozinho do Alto Envira); próximos aos rios Jordão e Humaitá (área das TI Kaxinawá do Rio Jordão e, Kaxinawá do Rio Humaitá), e; na região alto igarapé Xinane.
No início do século XXI, os avistamentos/saques feitos pelos isolados aumentaram nestas TI e nas moradias dos não-indígenas do entorno, além de ocorrer conflitos entre os grupos isolados, nas aldeias Huni Ku da TI Kaxinawá/Humaitá e nas aldeias Ashaninka da TI Kampa/Envira. Causando reordenamentos territoriais e o contato dos povos isolados, registrado em junho de 2014 pela Frente de Proteção Etnoambiental do Envira (FPEE).
Em setembro de 2024, no estado do Acre ocorreram 2 336 focos de queimadas que foram monitorados pelo Instituto Nacional de Pesquisas Espaciais (Inpe), que supera em 59% o ano passado, quando foram captados 1 466 focos. Onde o município mais afetado foi Feijó com 630 focos, que equivale a 27% dos focos, seguido por Tarauacá com 17,8% e, Cruzeiro do Sul, com 10%.
A TI é altamente ameaçada por madeireiros, que de acordo com o projeto Monitoramento da Floresta Amazônica Brasileira por Satélite (PRODES) do Instituto Nacional de Pesquisas Espaciais (INPE), esta área sofreu desmatamento de 1 201 ha até o ano 2000.